# Аксуат (Єрейментауський район)
Аксуа́т (каз. Ақсуат) — село у складі Єрейментауського району Акмолинської області Казахстану. Адміністративний центр та єдиний населений пункт Аксуатської сільської адміністрації.
Населення — 561 особа (2021; 702 у 2009, 1132 у 1999, 2877 у 1989).
Національний склад станом на 1989 рік:
- німці — 100 %.

До 2010 року село називалося Новодолинка.